# Sarimarais verulama
Sarimarais verulama är en fjärilsart som beskrevs av Bethune-Baker 1908. Sarimarais verulama ingår i släktet Sarimarais och familjen tandspinnare. Inga underarter finns listade.